# Al Ansar Sporting Club
El Al Ansar Beirut (en árabe: الأنصار‎) es un club de fútbol de la ciudad de Beirut (Líbano). Fue fundado en 1925 y juega en la Primera División de Líbano.

## Historia
El equipo fue fundado en 1925. No consiguió ganar su primera Liga hasta 1987/88; a partir de entonces ganó varias veces el título, 11 veces consecutivas, estableciendo un récord mundial. Es el equipo que más títulos posee en todo el país.
Son representantes de la comunidad islámica Sunni.

## Estadio
1. Elemento de lista numerada

## Palmarés
- Primera División de Líbano: 14

1988, 1990, 1991, 1992, 1993, 1994, 1995, 1996, 1997, 1998, 1999, 2006, 2007, 2021
- Copa de Líbano: 16

1990, 1991, 1992, 1994, 1995, 1996, 1998, 1999, 2002, 2006, 2007, 2010, 2012, 2017, 2021, 2024
- Copa Elite del Líbano: 2

1997, 2000
- Supercopa de Líbano: 5

1996, 1997, 1998, 1999, 2012
- Copa Federación de Líbano: 2

1999, 2000

## Al Ansar Beirut en competiciones internacionales
- Liga de Campeones de la AFC: 1 aparición

2003 - Segunda ronda
- Copa de Clubes de Asia: 10 apariciones

| 1988-89 - Grupo de clasificación 1989-90 - Grupo de clasificación 1991 - Primera ronda 1993-94 - Fase de grupos | 1994-95 - Fase de grupos 1995 - Segunda ronda 1997-98 - Fase de grupos | 1998-99 - Segunda ronda 1999-2000 - Segunda ronda 2000-01 - Primera ronda |

- Copa AFC: 8 apariciones

2007 - Fase de grupos
2008 - Fase de grupos
2011 - Fase de grupos
2013 - Fase de grupos
2018 - Fase de grupos
2020 - Cancelada
2021 - Fase de grupos
2022 - Fase de grupos
- Recopa de la AFC: 2 apariciones

| 1992 - Primera ronda | 1997 - Primera ronda |

## Uniforme
- Uniforme titular: Camiseta verde, pantalón blanco y medias verdes.
- Uniforme alternativo: Camiseta blanca, pantalón blanco y medias verdes.

## Estadio
El Al Ansar juega en el Estadio Municipal de Beirut. Tiene capacidad para 18.000 personas. 

## Presidentes
- Mustafa El-Shami (1948–50)
- Ameen Itani (1950–54)
- Fouad Rustom (1954–56)
- Abdul Jalil Al-Sabra (1956–63)
- Jemil Haspny (1963–65)
- Abed El-Jamil Ramadan (1965–67)
- Khaled Kabbani (1967–75)
- Said Wanid (1975–77)
- Salim Diab (1977-08)
- Karim Diab (2008-)